# أدريان بيليتييه
أدريان بيليتييه (بالفرنسية: Adrien Pelletier)‏، ولد في 9 أبريل 1964 ، ناشط عالمي أصم، والمدير السابق لمعهد البحوث حول آثار لغة الإشارة (آIris) في تولوز  ، والرئيس السابق للاتحاد الوطني للصم في فرنسا والرئيس المؤقت السابق للاتحاد الأوروبي للصم .

## سيرته
ادريان هو ابن شقيق ارماند بيليتييه

### الاتحاد الأوروبي للصم
في 30 يونيو 2005 ، تم انتخابه كنائب رئيس الاتحاد الأوروبي للصم أمام الآيسلندي بيرجليند ستيفانسدوتير واليوناني يانيس ياليروس. وهو يعمل مع رئيس الاتحاد البلجيكية هيلغا ستيفنز. تم تعيين هيلغا ستيفنز سيناتور في 5 يوليو 2007 ، عندها نقلت منصب رئيس الاتحاد الأوروبي للصم إلى أدريان، نائب الرئيس وقتها ليصبح رئيسا مؤقتا. تم انتخاب الآيسلندية بيرجليند ستيفانسدوتير رئيسًا للاتحاد الأوروبي للصم في 17 ديسمبر 2007 ، بعد استقالة الرئيس المؤقت.

## تكريمات

### الديفلمبياد
- ديفلمبياد الصيف لعام 1985 
  - الميدالية الفضية في حدث التتابع 4 × 100 متر.[4]